# Hsu Jan-yau
Hsu Jan-yau (chino: 許璋瑤; pinyin: Xǔ Zhāngyáo; nacido el 8 de agosto de 1951) es un político taiwanés.

## Formación
Hsu se licenció en Contabilidad y estadística por la Universidad Nacional Cheng Kung en 1974; más tarde realizó un máster en Estadística por la National Chengchi University en 1976.

## Carrera política
Hsu fue nombrado ministro sin cartera en abril de 2016 y asumió el cargo el 20 de mayo. El 1 de julio, fue nombrado Presidente de la Diputación Provincial de la Provincia de Taiwán. Hsu desempeñó el cargo hasta noviembre de 2017, cuando fue nombrado presidente de la bolsa de Taiwán.